# Ceratobasidium ochroleucum
Ceratobasidium ochroleucum é uma espécie de fungo pertencente à família Ceratobasidiaceae.